# Jana Janěková
Jana Janěková, née Válková le 5 juin 1955 à Zlín, est une actrice, réalisatrice, photographe et professeur de théâtre tchécoslovaque puis tchèque.

## Biographie
Elle est issue d'une famille d'artistes, son père était musicien, chef de chœur et professeur, et son jeune frère, Roman, est également un musicien. Elle est diplômée du Conservatoire de Prague en 1976 en musique et en théâtre.
Durant ses études, elle est invitée à jouer au Théâtre EF Burian et J. Wolker. Son premier engagement a lieu au Théâtre de Bohême orientale de Pardubice, où elle travaille de 1976 à 1978, puis elle joue brièvement à Hradec Králové. De 1979 à 1981, elle est membre du Théâtre Oldřich Stibor d'Olomouc (Moravské divadlo Olomouc (cs)), et, de 1980 à 1985 du Divadlo Petra Bezruče d'Ostrava. Elle obtient ensuite un engagement plus long et plus important au Théâtre d'État de Brno (aujourd'hui Théâtre national de Brno), où elle exerce de 1987 à 2005 comme actrice et metteure en scène.
Elle fait aussi des apparitions au cinéma et à la télévision et apparait fréquemment dans des émissions des studios d'Ostrava et de Brno, où elle interprète des personnages clés dans de nombreuses productions télévisées de la télévision tchécoslovaque. Elle obtient son premier grand rôle dans une série télévisée dans la première sitcom tchèque de TV Nova Nováci (cs) en 1995.
Elle collabore à la radio, fait occasionnellement du doublage et, en plus de son métier d'actrice et de metteur en scène, enseigne à la JAMU de Brno depuis 1991, où elle dirige un studio séparé pour le jeu musical. Elle est également active dans le domaine de la photographie artistique.

### Vie privée
Elle a trois enfants. Sa fille Jana Janěková Jr., dont le père est l'acteur Petr Svojtka, est également devenue actrice.

## Filmographie

### Télévision
- 1983 : Hrom do kapelníka, comédie télévisée : la serveuse Božka
- 1984 : My všichni školou povinní (cs), série télévisée : Dana Mrázová
- 1985 : Tvář za oknem, téléfilm : Eliška Martínková
- 1986-1987 : Velké sedlo, série télévisée
- 1987 : Start do protisměru, téléfilm : Dr Jana Malá
- 1988 : Chirurgie, téléfilm : Docteure Závadová
- 1988 : Dědeček, comédie télévisée
- 1991 : Černá fortuna, téléfilm : Černá fortuna
- 1994 : Kurýr, téléfilm : la petite amie du coursier
- 1995 : Nováci, série télévisée
- 1996 : Detektiv Martin Tomsa, série télévisée
- 1997 : Četnické humoresky, série télévisée
- 2005 : Stříbrná vůně mrazu, téléfilm
- 2006 : Letiště, série télévisée
- 2007 : Světla pasáže, série télévisée
- 2011 : 4teens, série télévisée
- 2012 : Policajti z centra, série télévisée
- 2013 : Cesty domů II, série télévisée
- 2014 : Cesty domů III, série télévisée

### Film
- 1971 : Velikonoční dovolená
- 1974 : Poslední ples na rožnovské plovárně
- 1978 : Lvi salónů : Viržinie
- 1979 : Smrt stopařek : la serveuse Klímová (sous le nom de Jana Válková)
- 1990 : Parta za milion : la mère de Žluťákova
- 1998 : Stůj, nebo se netrefím : Brandejsová
- 2006 : Hezké chvilky bez záruky : la psychologue Hana
- 2009 : Pouta : employée du personnel de Šimková
- 2010 : Dešťová víla : mère Pařízková

## Crédit d'auteurs
- (cs) Cet article est partiellement ou en totalité issu de l’article de Wikipédia en tchèque intitulé « Jana Janěková » (voir la liste des auteurs).